# Барбона
Барбона (італ. Barbona, вен. Barbona) — муніципалітет в Італії, у регіоні Венето, провінція Падуя.
Барбона розташована на відстані близько 370 км на північ від Рима, 65 км на південний захід від Венеції, 37 км на південь від Падуї.
Населення — 673 особи (2014).
Щорічний фестиваль відбувається 29 вересня. Покровитель — святий Архангел Михаїл.

## Демографія
Населення за роками:

Станом на 1 січня 2023 року в муніципалітеті офіційно проживали 32 іноземці з 9 країн, серед них 15 громадян країн Євросоюзу та 1 громадянин України.

## Сусідні муніципалітети
- Лузія
- Ровіго
- Сант'Урбано
- Вескована